# Edoardo Pasteur
(Edoardo Pasteur)
Edoardo Giacomo Giuseppe Carlo Pasteur (Genova, 29 maggio 1877 – Genova, 19 settembre 1969) è stato un calciatore, dirigente sportivo, allenatore di calcio e arbitro di calcio italiano.
Era conosciuto come Pasteur I per distinguerlo dal fratello Enrico, anch'egli calciatore e arbitro.

## Biografia
Fu uno dei primi giocatori, dirigenti e presidenti del Genoa, pioniere come James Spensley. Di famiglia svizzera, presente a Genova dalla fine del XVII secolo, imparentata con il batteriologo Louis Pasteur, compì i suoi studi a Berna e a Losanna per poi tornare nella città ligure.
Nel Genoa fu uno dei primi soci e giocatore, quindi dirigente e presidente. Continuò poi con la professione di arbitro e di dirigente federale fino ad aprire un negozio di articoli sportivi a Genova.
Per tanti ha difeso la società dalle accuse di professionismo e si è impegnato per ricucire la società dopo la prima guerra mondiale.
Inoltre si impegnò nella costruzione dello Stadio Luigi Ferraris, i lavori per il nuovo stadio del Genoa cominciarono nel 1909 e terminarono nel 1911.

### Calciatore

#### Club
Conquistò sul campo 6 titoli nazionali giocando nel ruolo di mezzo destro. Condivide con James Spensley, il primato di giocatore più titolato nella storia del Genoa.
Portò anche il fratello Enrico Pasteur a entrare nel club.
Con i rossoblù vinse i campionati del 1898, 1899, 1900, 1902, 1903 e 1904, tutti da titolare inamovibile.

#### Rappresentativa Italiana
Il 30 aprile 1899 giocò a Torino presso il Velodromo Umberto I l'incontro amichevole nella Selezione Italiana contro la Selezione Svizzera, terminato due a zero a favore degli elvetici.

### Canottaggio
Pasteur I gareggiò anche nel canottaggio.

### Arbitro
Pasteur fu anche uno dei primi arbitri del campionato italiano di calcio.

### Dirigente sportivo
Pasteur assunse più volte il titolo di presidente dei rossoblù. Il primo mandato, il più lungo, lo tenne dal 1904 al 1909, succedendo a George Fawcus.
Nel 1913 George Davidson, presidente rossoblù, contravvenendo alle regole della Federazione ingaggiò Aristodemo Santamaria ed Enrico Sardi dall'Andrea Doria. I giocatori presentatisi presso una banca per incassare l'assegno furono riconosciuti dal cassiere, tifoso doriano e denunciati, insieme al Genoa alla Federazione. Il club genovese venne processato, con il forte rischio di radiazione, ma abilmente difeso da Pasteur riuscì a salvare la società e a mitigare la pena per i giocatori coinvolti.
L'ultimo mandato lo tenne come commissario dall'aprile al giugno 1946, venendo in soccorso della società nel ruolo di figura di riferimento in un periodo travagliato come il secondo dopoguerra.
Durante questa breve presidenza, Pasteur compì alcune scelte molto importanti come l'ingaggio dell'allenatore William Garbutt, al suo quarto ritorno sulla panchina del grifone, e l'acquisto di uno dei più grandi calciatori della storia del Genoa: l'argentino Juan Carlos Verdeal.
La FIGC gli conferì il riconoscimento "pioniere del calcio italiano" nel 1948.

### Allenatore
Dal 1912 al 1920 ha fatto parte in cinque occasioni delle commissioni tecniche che guidavano e sceglievano i giocatori per la nazionale di calcio dell'Italia.

### Giornalista sportivo
Oltre che come pioniere del calcio giocato, Pasteur è da ricordare come precursore del giornalismo sportivo. Egli fu corrispondente di molti giornali sportivi italiani, tra cui La Gazzetta dello Sport, per la quale commentò nell'aprile 1903 anche il primo match disputato da un club italiano in terra straniera: Football Vélo Club de Nice-Genoa.
A questa partita, terminata 3 a 0 per i liguri, Pasteur partecipò anche sul campo, essendo all'epoca tra i titolari inamovibili dei rossoblù.

## Record
- Calciatore con più campionati italiani vinti a non aver disputato una partita nella nazionale A.

## Palmarès

### Calciatore

#### Club

##### Competizioni nazionali
- Campionato italiano: 6

Genoa: 1898, 1899, 1900, 1902, 1903, 1904